# Remus von Woyrsch

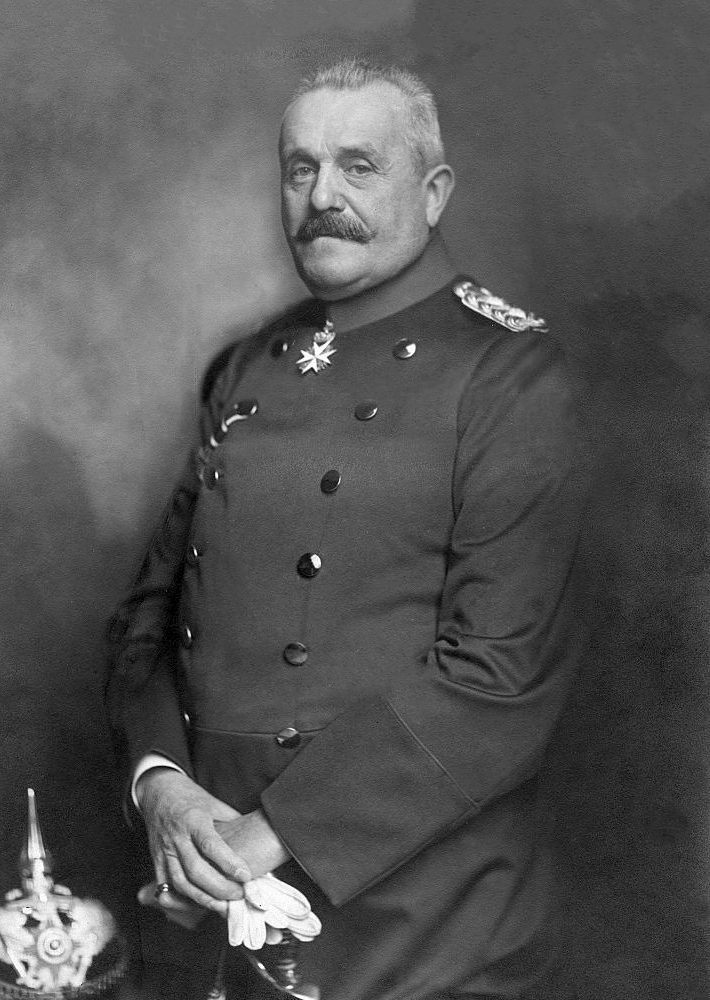
Remus von Woyrsch en 1915

Martin Wilhelm Remus von Woyrsch est un militaire prussien, né le 4 février 1847 au château de Pilsnitz (pl), arrondissement de Breslau en province de Silésie, mort le 6 août 1920 au même lieu. Il a été Generalfeldmarschall, commandant d'un groupe d'armées pendant la Première Guerre mondiale, membre de la Chambre des seigneurs de Prusse de 1908 à 1918 et commandeur honoraire de l'ordre protestant de Saint-Jean (johannite).

## Origines et carrière avant 1914

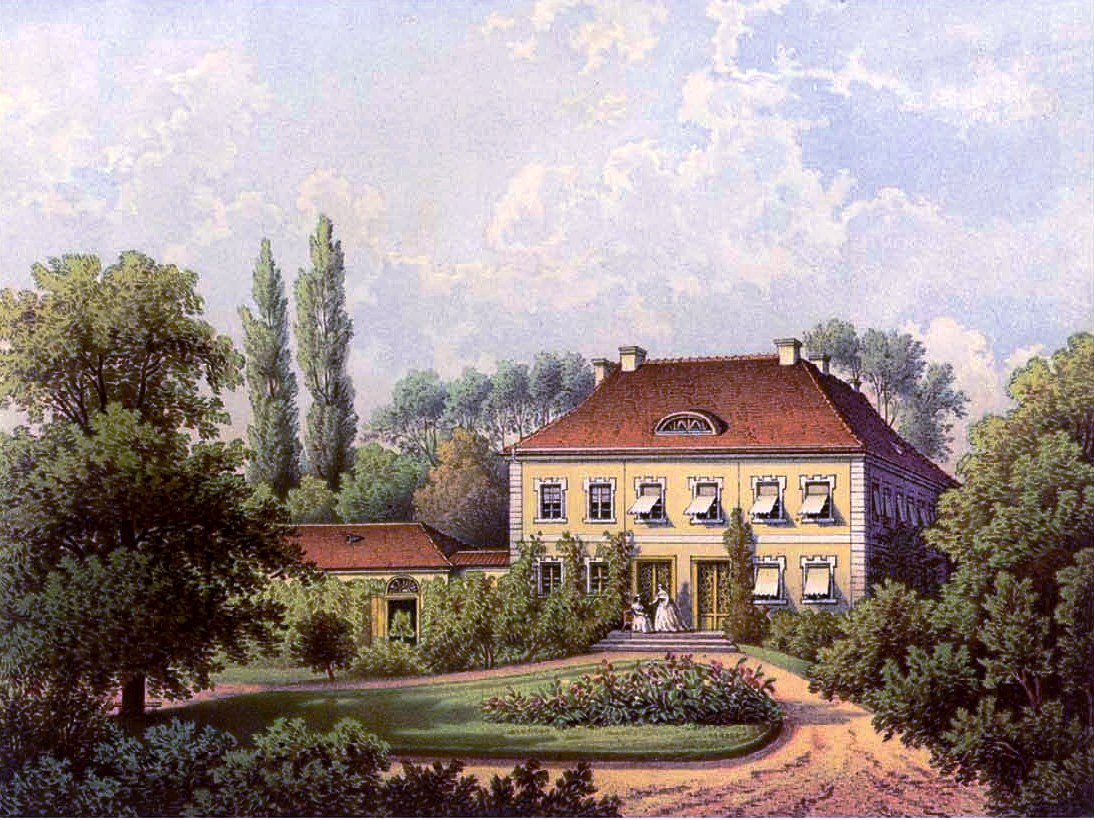
Château de Pilsnitz (Silésie), par Alexander Duncker (entre 1857 et 1883)

Remus von Woyrsch appartient à une famille de noblesse silésienne (de) originaire de Bohême. Le château familial de Pilsnitz avait servi de quartier général à Frédéric II de Prusse en 1741, pendant la guerre de Succession d'Autriche. Ses parents, Karl Wilhelm Remus von Woyrsch (de) (1814–1899) et Cäcilie, née von Websky (1825–1903), appartiennent à la noblesse prussienne, de même que sa femme Thekla von Massow (1854-1943, épousée le 26 septembre 1873 à Potsdam.
Après des études à Breslau, il entre en 1866 comme enseigne au 1er régiment à pied de la Garde. Il prend part à la guerre austro-prussienne (1866) puis à la guerre franco-allemande de 1870-1871. Il reçoit la croix de fer de 2e classe lors de la bataille de Saint-Privat.
Nommé en 1876 aide de camp de la 2e brigade de la Garde, il s'attache au service du prince Guillaume (futur empereur Guillaume II) ce qui lui permet d'accéder au Haut État-major (Oberste Heeresleitung, OHL) en avril 1882 sans être passé par l'école d'état-major. À partir de 1896, il commande un régiment, puis une brigade de la Garde. En 1901, il est nommé à la tête de la 12e division d'infanterie, et en 1903, du 6e corps d'armée. Il est mis à la retraite en 1911.

## Première Guerre mondiale

Offensive Kerenski, juillet 1917 : lArmeeabteilung Woyrsch couvre le flanc de l'armée du Boug (Linsingen) face à la 2e armée russe (Druga).

Au début de la Première Guerre mondiale, Remus von Woyrsch est rappelé en service et reçoit le commandement du corps d'infanterie territoriale (corps de Landwehr) silésien, créé le 3 janvier 1914 et comprenant les 3e et 4e divisions (de) de Landwehr. Ce corps forme l'aile gauche de la 1re armée austro-hongroise commandée par Viktor von Dankl. Après une marche victorieuse vers la Vistule (bataille de Krasnik, 23-25 août 1914), la campagne de Galicie tourne au désastre pour l'armée austro-hongroise : le corps de Landwehr doit livrer une bataille de 3 jours à Tarnawka (Łańcut) pour couvrir sa retraite. Un journal russe de Saint-Pétersbourg écrit :
« Seule l'action d'une petite troupe de Landwehr prussienne a empêché l'anéantissement dans cette bataille de toute l'armée autrichienne. »

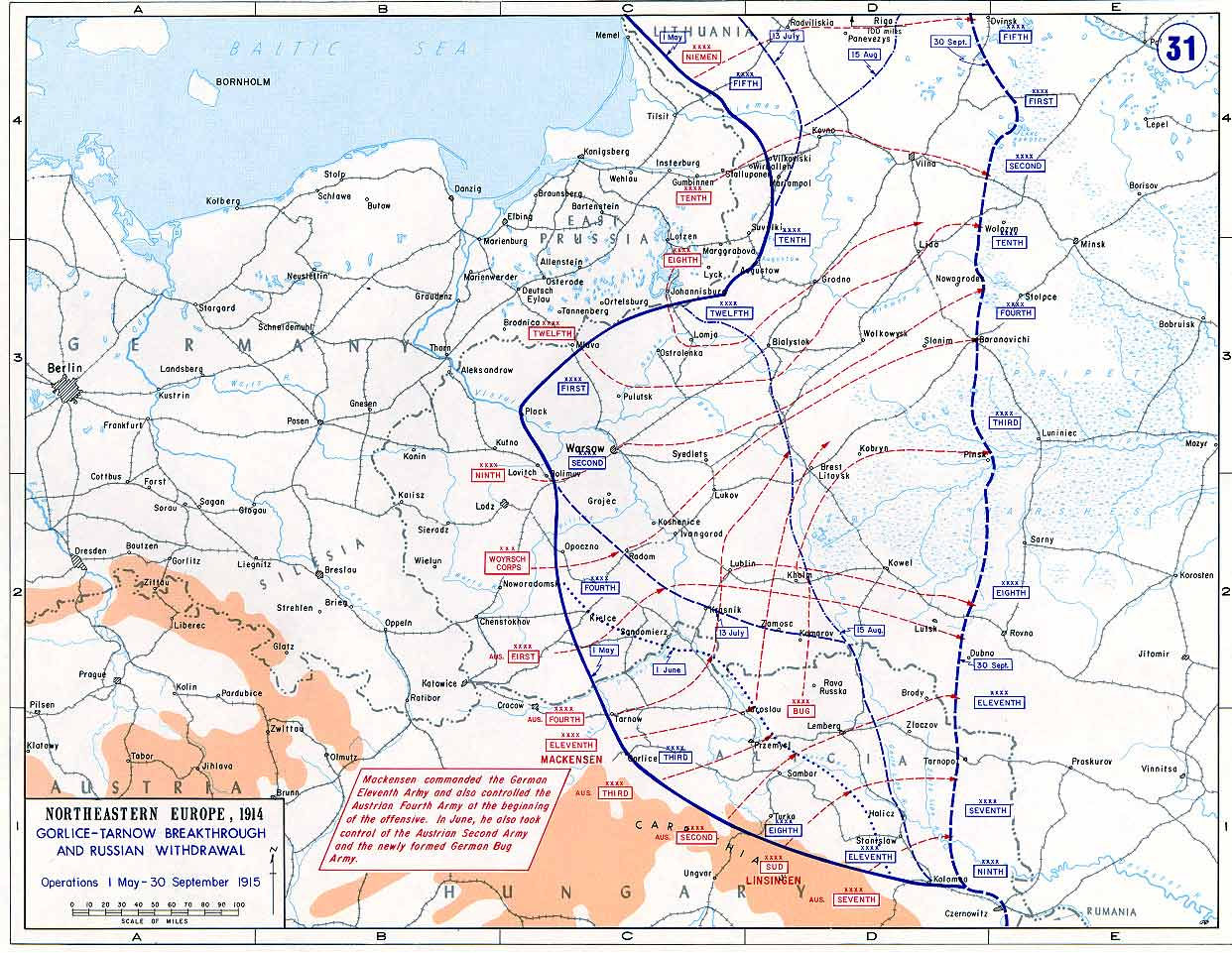
Front de l'Est en 1915 : le corps Woyrsch est au sud de Łódź

Von Woyrsch fait toute la guerre sur le front de l'Est face à l'armée impériale russe. Le 3 décembre 1914, il est élevé au grade de Generaloberst et nommé à la tête d'un détachement d'armée qui porte son nom (Détachement d'armée Woyrsch). En juillet 1915, il participe à l'attaque de rupture de Sienno. L'offensive du Boug permet aux forces germano-austro-hongroises d'avancer jusqu'au Boug.
Le détachement von Woyrsch combat en Biélorussie, sur la rivière Chtchara, dans le secteur de Baranavitchy, sur le Servetch et le canal Ogiński. Les opérations tournent à la guerre de position. En juillet 1916, le détachement von Woyrsch contribue à repousser l'offensive de Baranavitchy, tentative malheureuse de la 4e armée russe en soutien de l'offensive Broussilov.
Le 31 août 1916, le prince Léopold de Bavière, qui commandait le groupe d'armées allemand en Biélorussie et Lituanie, est nommé général en chef du front de l'Est. Von Woyrsch le remplace à la tête du groupe d'armées qui prend son nom :
Chefs d'état-major
- Wilhelm Heye (du 31 août 1916 au 9 septembre 1917)
- Walter Schmidt von Schmidtseck (du 9 septembre 1917 à décembre 1917)

Unités
- Armeeabteilung Woyrsch (sous le commandement personnel de von Woyrsch) comprenant le Landwehrkorps
- 12e armée (général Max von Fabeck)

Le 9 octobre 1916, la 12e armée est dissoute et son état-major envoyé en renfort du groupe d'armées germano-bulgare en Macédoine. Elle est remplacée par :
- Armeeabteilung Scheffer (17e corps de réserve), créé le 9 janvier 1916[1].

- - 5e division de réserve
  - 49e division de réserve
  - 84e division d'infanterie

Pendant les derniers mois de guerre à l'Est en 1917, le groupe d'armées Woyrsch comprend 3 Armeeabteilungen commandés respectivement par Hans von Gronau (ancien 41e corps de réserve) et Reinhard von Scheffer, le troisième étant celui sous le commandement direct de von Woyrsch.
Le groupe Scheffer est dissous le 17 septembre 1917. L'armistice entre l'Allemagne et le régime soviétique (15 décembre 1917) met fin à l'activité du groupe d'armées von Woyrsch qui est dissous le 31 décembre 1917. Le même jour, l'empereur Guillaume II élève von Woyrsch au rang de Generalfeldmarschall (Feld-maréchal). Von Woyrsch prend sa retraite dans son château de Pilsnitz où il meurt le 6 août 1920.